# Enneaphyllus
Enneaphyllus is een geslacht van kevers uit de familie van de boktorren (Cerambycidae). De wetenschappelijke naam van het geslacht werd in 1877 gepubliceerd door Charles Owen Waterhouse.

## Soorten
- Enneaphyllus aeneipennis Waterhouse, 1877